# 邦蘇塞蘇 (巴拉那州)
邦蘇塞蘇（葡萄牙語：Bom Sucesso）是一個位於巴西南部巴拉那州的市鎮。